# Gomphomastax bulbosus
Gomphomastax bulbosus is een rechtvleugelig insect uit de familie Eumastacidae. De wetenschappelijke naam van deze soort is voor het eerst geldig gepubliceerd in 2002 door Garai.